# Craig Bartlett

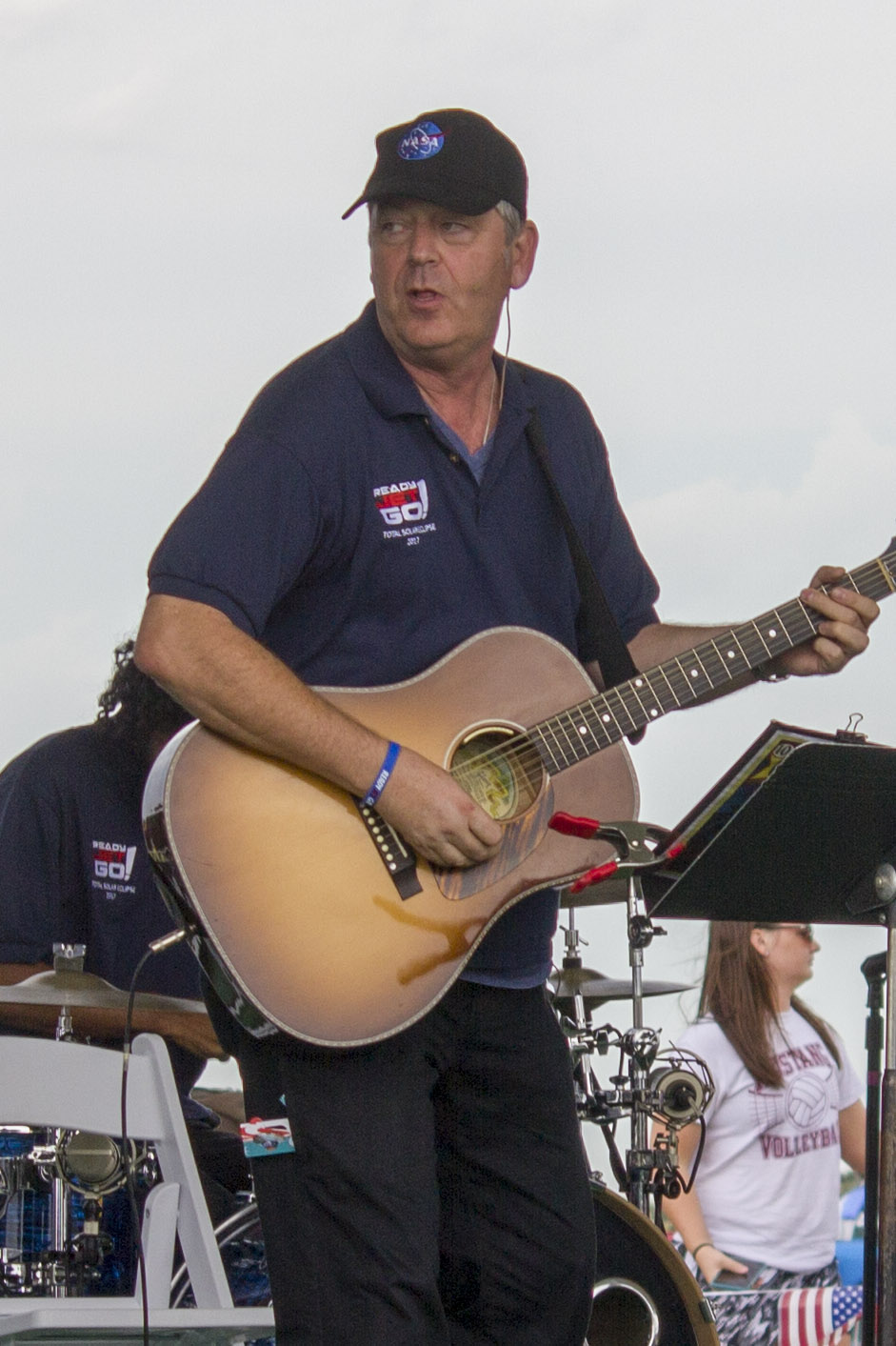
Craig Bartlett in 2017

Craig Michael Bartlett (Seattle, 18 oktober 1956) is een Amerikaans animator die vooral bekend is geworden door zijn televisieserie Hey Arnold!. Verder heeft hij meegewerkt aan enkele seizoenen van Rugrats (Ratjetoe), de computer geanimeerde films Unstable Fables: 3 Varkens en een baby en De Skrumps voor The Jim Henson Company. Ook werkte hij mee aan een paar afleveringen van Ren en Stimpy. 

## Biografie
Craig Bartlett werd geboren in Seattle, Washington. Hij studeerde af aan het Evergreen State College in Olympia, Washington. En kreeg zijn eerste baantje bij de Will Vinton Studios in Portland, Oregon. 
Voordat hij Hey Arnold! ontwikkelde werkte hij al aan een stripboek genaamd 'Arnold.' Waarin enkele karakters zoals Helga, Harold en een paar andere ook al voorkwamen. Deze strip werd gepresenteerd in Simpsons illustrated en werd als klei animatie uitgezonden in Sesamstraat. In deze tijd werkte hij ook aan Penny, een karakter in Pee-wee's Playhouse.
Zijn meest recente werk is de Cartoon Network telefilm partij Wagon, geproduceerd als een pilot voor een geanimeerde televisieserie over kolonisten op hun weg naar het noordwesten. Maar Cartoon Network heeft deze serie niet geproduceerd.
Craig Bartlett is getrouwd met Lisa Groening, de zus van Matt Groening die de Simpsons en Futurama bedacht.